# QTマーシャル
QTマーシャル（QT Marshall）ことマイケル・クエラリ（Michael Cuellari、1985年7月16日 - ）は、アメリカ合衆国のプロレスラー。

## 得意技

### フィニッシュ・ホールド
QTカッター
雪崩式QTカッター
ハングマン式のダイヤモンド・カッター。
相手はトップロープに脚を固定したままなので、頭から高角度にマットへ突き刺さることになる。
スワントーン・ボム
クロス・ローズ
アイランド・ドライバー
エメラルド・フロージョンと同じ技。

### 打撃技
エルボー
エルボー・スタンプ
バックハンド・エルボー
バックハンド・チョプ
チョプ・スマッシュ
ナックルパンチ
ロー・ブロー
クローズライン
ステップ・オーバー延髄斬り
ドロップキック
スピアー

### 投げ技
スープレックス
スーパープレックス
バック・スープレックス
パワーボム　
スパインバスター
パワースラム